# Michael Umeh
Michael Umeh, né le 18 septembre 1984, à Houston, au Texas, est un joueur de basket-ball américano-nigérian. Il évolue au poste d'arrière.

## Palmarès
- Médaille de bronze aux Jeux africains de 2007
- 3e du championnat d'Afrique 2011
- Champion d'Afrique 2015